# Агадир
Агадир (арап. أكادير‎, берб. ⴰⴳⴰⴷⵉⵔ, фр. Agadir) је лучки град на југу Марока. Налази се на Атлантском океану, у подножју планина Атлас, северно од ушћа реке Сус у океан.
Град има 678.596 становника (попис 2004). Агадир је главни град региона Сус-Маса-Драа. 
Реч Агадир на берберском језику значи „утврђено складиште жита“. Основали су га португалски поморци 1505. Овде је 1911. кулминирала војно-политичка затегнутост између Француске и Немачке позната као Агадирска криза. Земљотрес 29. фебруара 1960. усмртио је 15.000 људи. 